# Fabrice Catala
Pas d'image ? Cliquez ici

a Compétitions nationales et continentales officielles uniquement.

b Matchs officiels uniquement.
Dernière mise à jour le 10 avril 2023.
Fabrice Catala, né le 11 mars 1992 est un joueur français de rugby à XV évoluant au poste de centre.

## Biographie
Natif de Toulouse , Fabrice Catala est formé à l'école de rugby de l'US Colomiers dès l'âge de six ans. Il débute au niveau professionnel lors de la saison 2010-2011 de Pro D2.
En 2011, il rejoint l'USA Perpignan, où il joue pendant deux saisons,. 
Il retourne à Colomiers en 2013. Il signe son premier contrat professionnel à la fin de la saison 2014-2015, avec le club columérin.
Il prend sa retraite de joueur à la fin de la saison 2018-2019.

## Carrière

### En club
- Jusqu'en 2011 : Colomiers rugby
- 2007 à 2011 : pôle espoir Toulouse[réf. nécessaire]
- 2011-2013 : USA Perpignan
- 2013-2019 : Colomiers rugby

### En équipe nationale
- 2010 : Champion d'Europe -18 ans[réf. nécessaire]
- 2011 : membre du pôle France[réf. nécessaire]
- Sélections en équipe de France à sept « développement »
  - Participation au tournoi de Las Vegas[réf. nécessaire]
  - Participation au tournoi de Dubaï[réf. nécessaire]
- Sélections en équipe de France à XV junior, en catégories moins de 16 ans[réf. nécessaire], 17 ans[réf. nécessaire], 18 ans[5], 19 ans[réf. nécessaire] et 20 ans[1]